# Shannon Bahrke
Shannon Bahrke, född 7 november 1980 i Reno i Nevada, är en amerikansk freestyleåkare.
Hon tog OS-silver i damernas puckelpist i samband med de olympiska freestyletävlingarna 2002 i Salt Lake City.
Därefter tog hon OS-brons i samma puckelpist i samband med de olympiska freestyletävlingarna 2010 i Vancouver.